# Herman Wrangel (1859–1938)
Herman Georg Waldemar Wrangel, född 30 mars 1859 i Klara församling, Stockholm, död 13 januari 1938 i Harlösa församling, Malmöhus län, var en svensk sjömilitär och politiker. Han var general och chef för Kustartilleriet.

## Biografi
Wrangel utnämndes 1879 till underlöjtnant vid flottan, där han befordrades 1900 till kommendörkapten och 1907 till kommendör. År 1909 blev han generalmajor och chef för Kustartilleriet och 1916 generallöjtnant. Han var lärare 1891–1900 vid Kungliga Sjökrigsskolan, 1895–1903 vid Krigshögskolan och 1898–1906 vid Sjökrigshögskolan. Under sin tid som lärare vid Sjökrigsskolan uppfann och utformade han en ny lösning av den astronomiska navigationens viktigaste problem (ortbestämning genom två höjdobservationer), de så kallade kombinerade metoderna.
Wrangel har varit sekreterare, ledamot och ordförande i ett flertal kommittéer och kommissioner, bland annat sjökrigsmaterielkommittéerna 1892 och 1901, försvarskommittén 1909–1910, navigationsskolekommittén 1910–1911 och kustbefästningskommissionen 1914–1918. Han var verkställande styrelseledamot i föreningen "Sveriges flotta" från dess stiftande 1906 och ordförande från 1924. Från 1913 var han ordförande i styrelsen för Svenska Aeronautiska Sällskapet och verkade som sådan för flygväsendets utveckling i Sverige. Han var ordförande i styrelsen för Stockholms Nya Spårvägs AB 1905–1915 och grundare till Stockholms Spårvägar
Wrangel var ledamot av riksdagens Första kammare (där han tillhörde Nationella partiet) 1909–1910 för Blekinge län och 1914–1919 för Göteborgs och Bohus län samt därunder ledamot av försvarsutskottet 1914, av särskilda utskottet n:r 2 1915, n:r 1 1917 och 1918 samt av statsutskottet 1918 och 1919. Inom riksdagen verkade han med kraft för försvarets (särskilt sjöförsvarets) stärkande och för byggnadsverksamhetens höjande samt hävdade mot slutet av sin riksdagsmannatid kraftigt nödvändigheten av sparsamhet med statens medel. I sådant avseende reserverade han sig vid 1919 års riksdag ensam inom statsutskottet mot det av detsamma höjda indextalet för dyrtidstilläggets beräknande. Wrangels mening följdes även av Första kammaren, men vid gemensam votering bifölls utskottets förslag.
Wrangel skrev bland annat Sjövind, tankar i försvarsfrågan (1886), Lärobok i teoretisk och praktisk navigation (1897; andra upplagan 1910; översatt till spanska), Svenska flottans bok (1898) samt det på omfattande forskningar stödda arbetet Kriget i Östersjön 1719–1721 (två delar, 1906–1907), varjämte han under två år utförde forskning för den del av Generalstabens arbete "Sveriges krig åren 1808–1809", som omfattar kriget till sjöss. Sedan 1890 var han ledamot och sedan 1909 hedersledamot av Örlogsmannasällskapet. Han blev 1899 ledamot av andra klassen av Krigsvetenskapsakademien och 1909 ledamot av första klassen. Wrangel blev ledamot av Kungliga Samfundet för utgivande av handskrifter rörande Skandinaviens historia 1907.

## Familj
Herman Wrangel var son till tonsättaren och militärhistorikern Erik Fredrik Wrangel samt bror till generallöjtnanten Gustaf Wrangel och professor Ewert Wrangel.
Familjen år 1890 bestod av: Gertrud (född Hallberg 1862 i Karlskrona), Erik Waldemar Hermansson (född 1884 i Växjö), Maria Lizinka Hermansdotter (född 1887 i Karlskrona) samt Gertrud Margareta Hermansdotter (född 1890 i Stockholm).
Herman Wrangel är begravd på Harlösa kyrkogård.

## Utmärkelser

### Svenska utmärkelser
- Kommendör med stora korset av Svärdsorden, 6 juni 1917.[12]
- Kommendör av första klassen av Svärdsorden, 6 juni 1911.[13]
- Riddare av första klassen av Svärdsorden, 1899.[14]
- Riddare av Nordstjärneorden, 1897.[15]

### Utländska utmärkelser
- Riddare av andra klassen med kraschan av Ryska Sankt Stanislausorden, 1909.[16][17]
- Kommendör av Franska Hederslegionen, 1908.[16][18]
- Riddare av andra klassen av Preussiska Röda örns orden, 1908.[16][18]
- Kommendör av Österrikiska Frans Josefsorden, senast 1905.[19]
- Officer av Portugisiska Avizorden, senast 1905.[19]
- Riddare av tredje klassen av Preussiska Kronorden, senast 1905.[19]